# Wasaplatz
Der Wasaplatz ist ein Platz im Dresdner Stadtteil Strehlen sowie ein außerhalb der Innenstadt gelegener Verkehrsknotenpunkt. Das Areal um den nach dem schwedisch-polnischen Königshaus Wasa benannten Platz gilt heute als Ortsteilzentrum von Dresden-Strehlen.

## Lage und Verkehr
Der Platz liegt am nordwestlichen Rand des Dresdner Stadtbezirks Prohlis im Stadtteil Strehlen. Die sechs angrenzenden Straßen verlaufen von hier in Richtung Altstadt sowie in die benachbarten Stadtteile im Dresdner Südosten. Rund 14.000 Fahrzeuge befahren täglich den Platz.
Am Wasaplatz befindet sich eine Zentralhaltestelle, die in Dresden ein wichtiger ÖPNV-Umsteigepunkt außerhalb des Stadtzentrums ist. Hier treffen die Straßenbahnlinien 9 und 13 sowie die Stadtbusse 61, 63, 68 und 85 aufeinander. Der Haltepunkt Dresden-Strehlen der S-Bahn-Linien 1 und 2 liegt circa 350 Meter nordöstlich des Wasaplatzes. Eine Straßenbahn-Verbindung zwischen S-Bahn-Halt und Wasaplatz über die Oskarstraße besteht seit Juli 2019.

## Geschichte

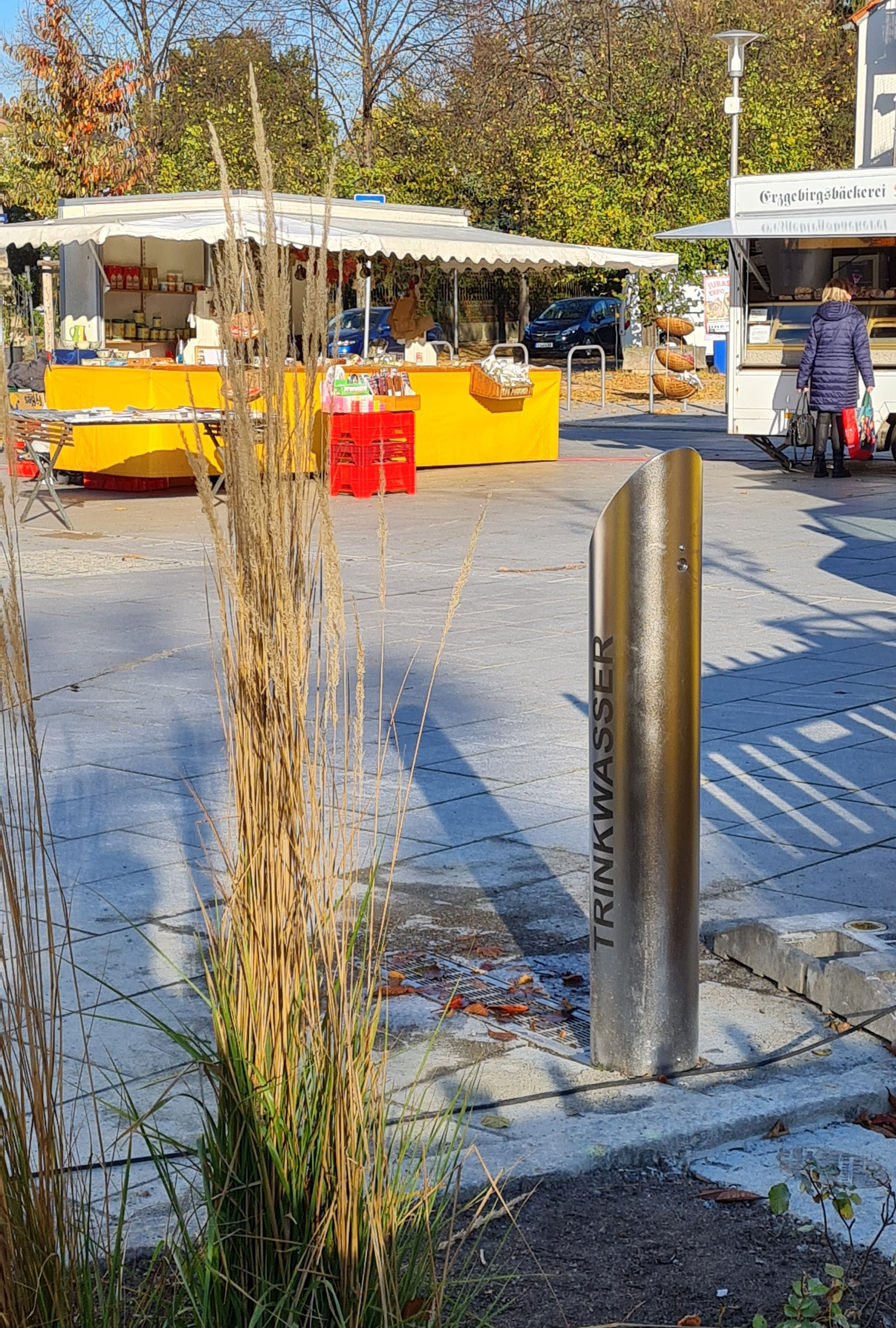
Trinkbrunnen und Wochenmarkt

Seine heutige städtebauliche Gestaltung erhielt der Wasaplatz um 1880 mit dem Bau der umliegenden Häuser wie dem Hotel Königshof,  einigen Villen und einem Geschäftshaus mit der Wasa-Apotheke.
Die Benennung des Platzes und der nordwestlich abzweigenden Wasastraße erfolgte nach dem schwedisch-polnischen Königshaus Wasa. Insbesondere Carola von Wasa-Holstein-Gottorp sollte mit der Benennung geehrt werden. Diese war nach ihrer Hochzeit mit dem sächsischen König Albert von Sachsen bis zu ihrem Tod 1907 die letzte Königin von Sachsen.
2014 veröffentlichte die Stadt Dresden Planungen, den Wasaplatz für knapp eine Million Euro umgestalten zu wollen. Aufhänger ist dabei eine Gleisverlegung der Straßenbahn von der Wasa- in die Oskarstraße. Durch den Umbau sollte die 1898 gepflanzte Alberteiche in der Mitte des Wasaplatzes besser zur Geltung kommen. Außerdem sollte der Grünflächenanteil um 50 Quadratmeter steigen und ein Marktplatz entstehen. Dort sollten bis zu elf Händler regelmäßig ihre Waren anbieten können. Die Sicherheit für Fahrradfahrer sollte durch neue Radwege erhöht werden. Die Umgestaltung war 2020 abgeschlossen; seit April des Jahres findet ein regelmäßiger Wochenmarkt auf dem Platz statt. Im Oktober 2021 wurde ein Trinkwasserbrunnen auf dem Platz eingerichtet.

## Bebauung

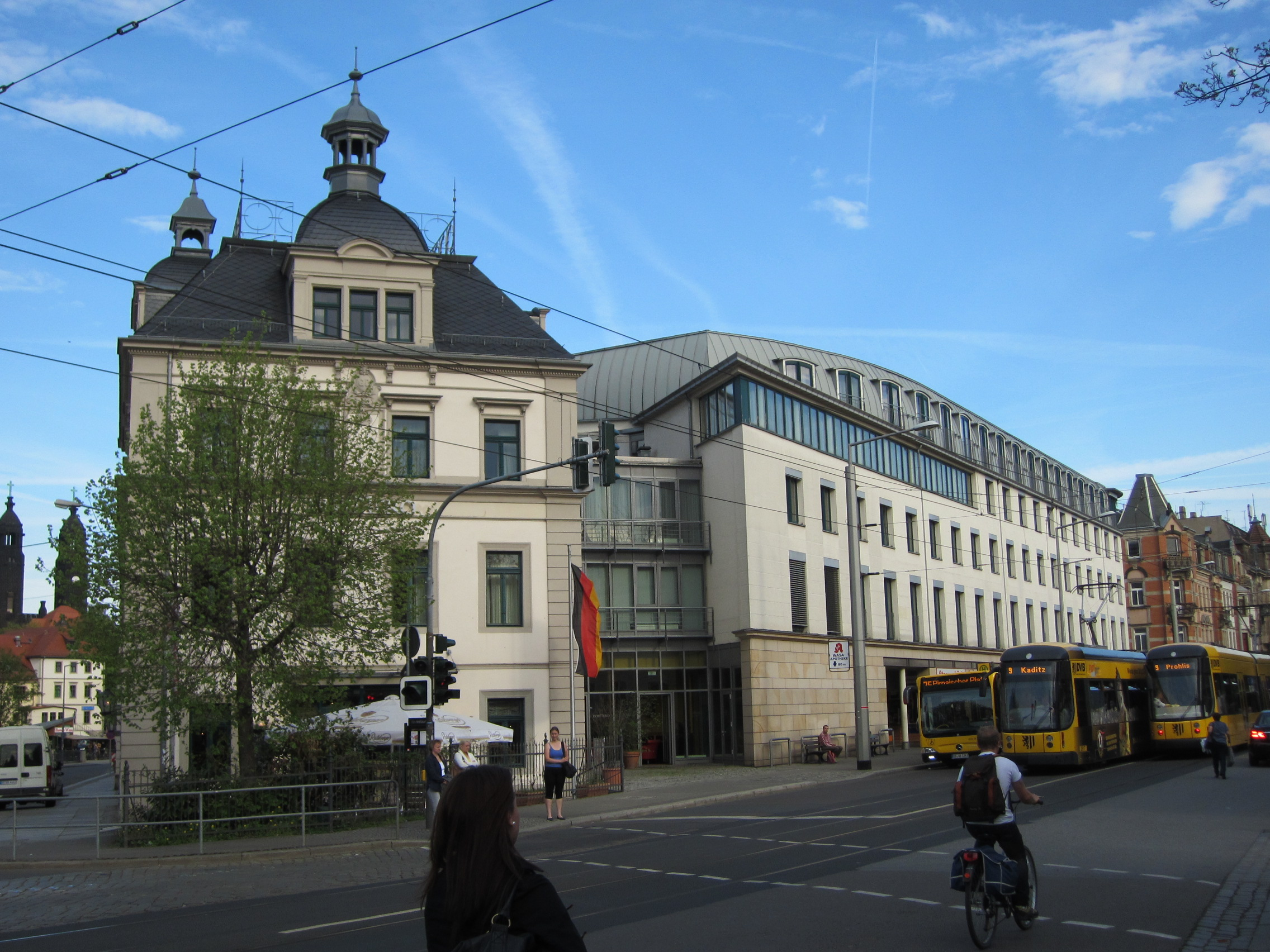
Das Hotel Königshof am Wasaplatz, davor Bahnen und ein Bus

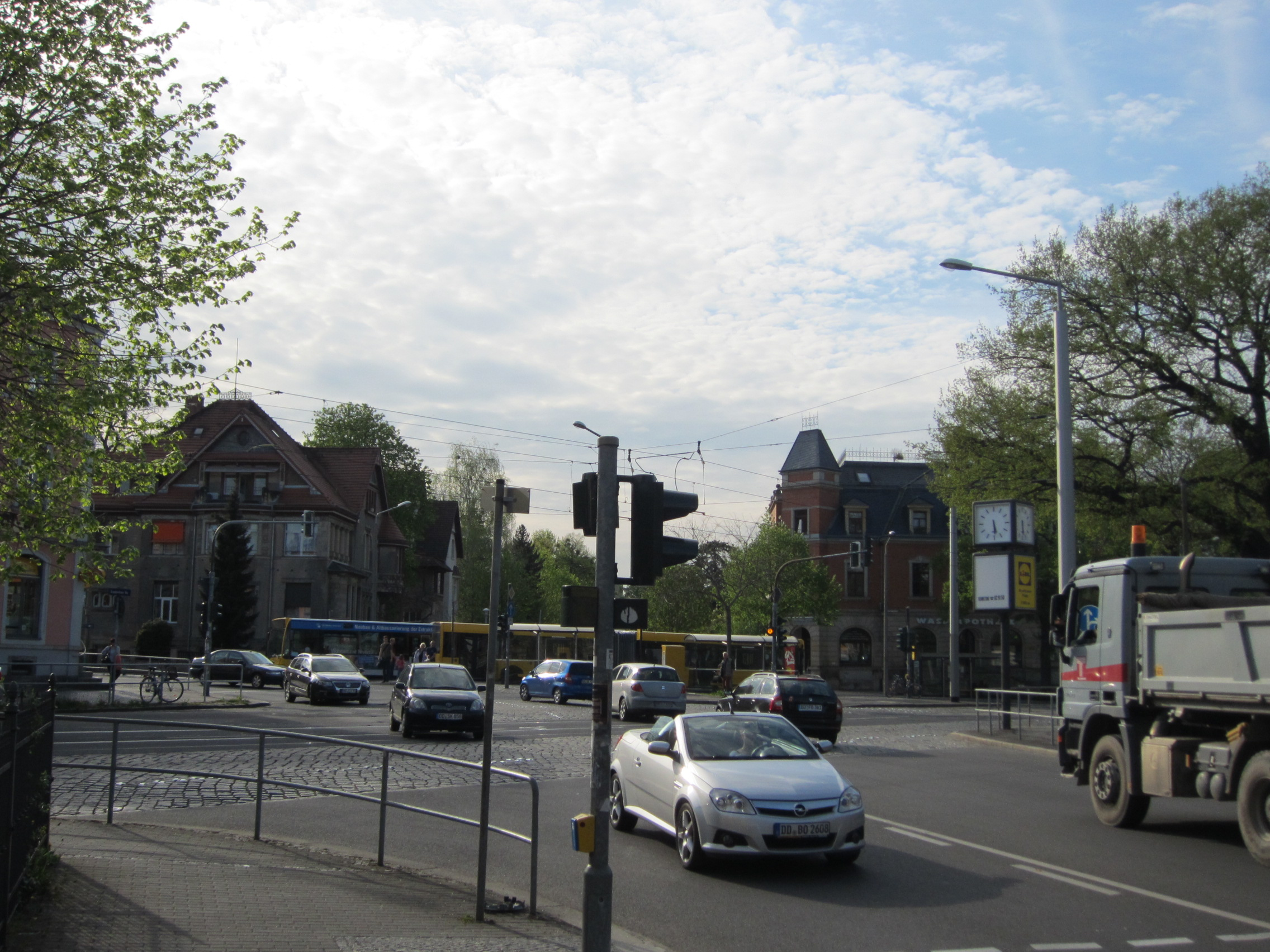
Der Wasaplatz von Süd-Osten aus gesehen

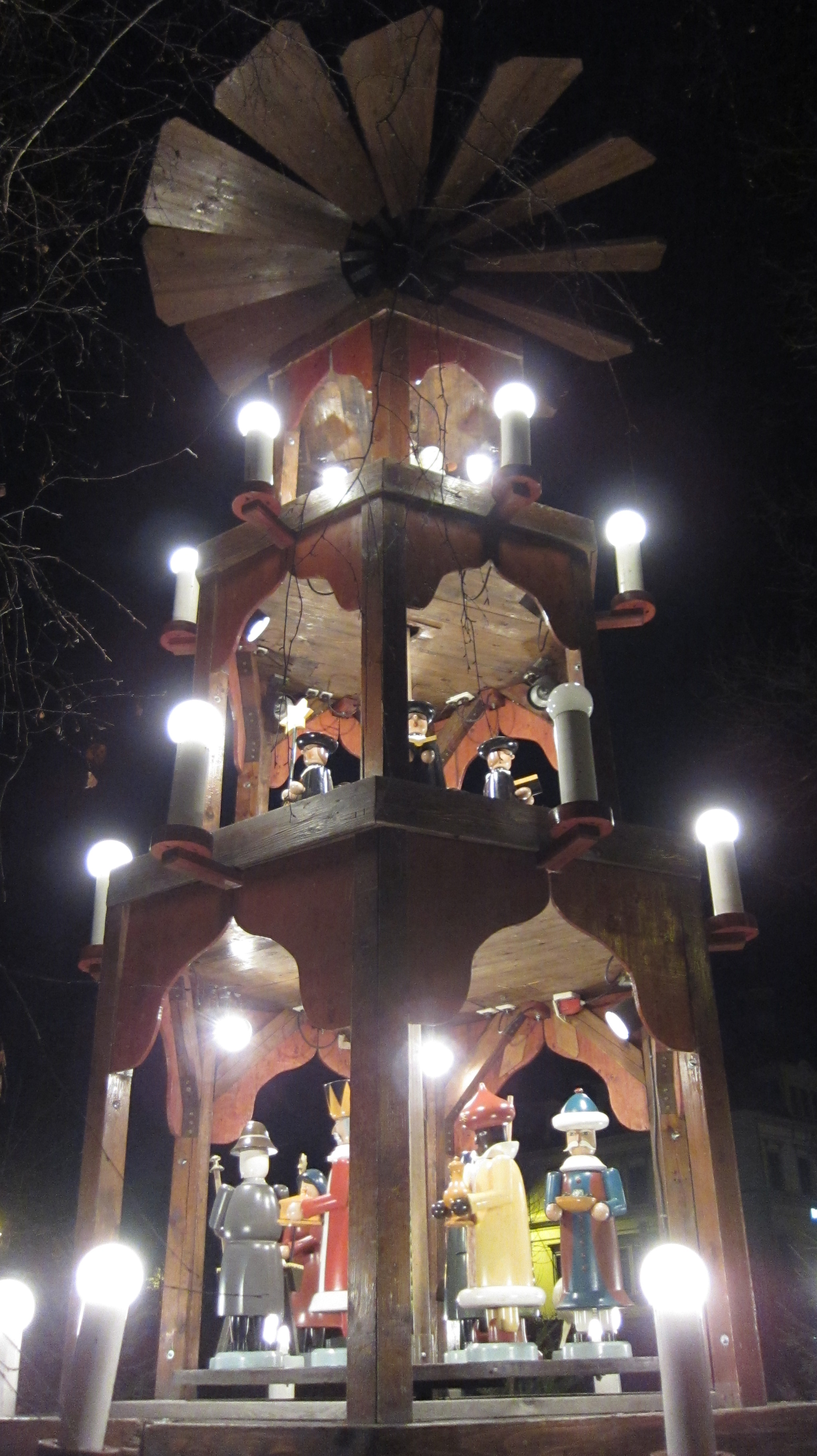
Die Wasapyramide

Markantestes Gebäude am Wasaplatz ist das 1888/89 als Großgaststätte gebaute Hotel Königshof. Der Bau im Neorenaissancestil beherbergt einen Ballsaal, in welchem in der  Nachkriegszeit Theater- und Varietéaufführungen stattfanden. Der Hotelteil an der Lockwitzer Straße wurde im Zweiten Weltkrieg zerstört. Zu DDR-Zeiten bis 1992 wurde im Königshof die Gaststätte Strehlener Hof betrieben. Nach einer Privatisierung des Gebäudes wurde dieses mit Ausnahme des Kopfbaus und der Straßenfront zur Kreischaer Straße abgerissen, Teile der Ausstattung des Ballsaales jedoch eingelagert. Zwischen 1995 und 1997 erfolgt ein Wiederaufbau als Hotel mit angeschlossener Gaststätte, erweitert um ein Büro- und Geschäftshaus. Der historische Ballsaal für bis zu 240 Gäste wurde dabei wiederhergestellt. Das Hotel wird von der Kette DORMERO Hotel AG als DORMERO Hotel Dresden City geführt.
1903 wurde die schlossartige Villa Wasa im Jugendstil errichtet. Bauherr war der Glasfabrikant Gustav Kühnel. Der Maler Gotthardt Kuehl mit seiner Frau Henriette waren Mieter der Beletage des Hauses. Nach 1945 enteignet, diente die Villa ab 1963 als Klubhaus August Bebel mit Musikraum, Fernsehraum und Lesezimmer sowie einem HO-Café. Nach der Wende hatte von 1991 bis 1993 das Dresdner Kulturamt seinen Sitz in der Villa. Nach einer Sanierung in den Jahren 1993 bis 1994 wird das Haus heute als Wohn- und Bürohaus sowie durch eine Gaststätte im Stil der Jahrhundertwende genutzt. Blickfang der Villa „sind ein vieleckiger Erker mit Turmdach und der hohe, geschweifte Giebel der Hauptfassade“. Die Ornamentik des Hauses ist vom Jugendstil geprägt.
In einer kleinen Grünanlage inmitten des Wasaplatzes steht die König-Albert-Eiche. Dieser seit 1999 unter Naturschutz stehende Baum wurde zu Ehren des 25-jährigen Thronjubiläums des sächsischen Königs Albert am 24. April 1898 gepflanzt und gehört damit zu den Gedenkbäumen in Dresden. Neben der Eiche steht seit 1989 während der Weihnachtszeit eine Pyramide des Zimmermeisters Otto Krause mit drei Etagen, 18 Lampen, zwölf Flügeln und 19 Figuren.
Neben den noch von vor dem Zweiten Weltkrieg bestehenden Gebäuden entstand nach 1990 ein modernes Wohn- und Geschäftshaus an der Lockwitzer Straße.
Weitere denkmalgeschützte Gebäude am Wasaplatz sind:
- Mietshaus in offener Bebauung (August-Bebel-Straße 33)
- Wasastraße 15
- Oskarstraße 2
- Lockwitzer Straße 2
- Villa mit Hintergebäude und Einfriedung (August-Bebel-Straße 50)

## Galerie

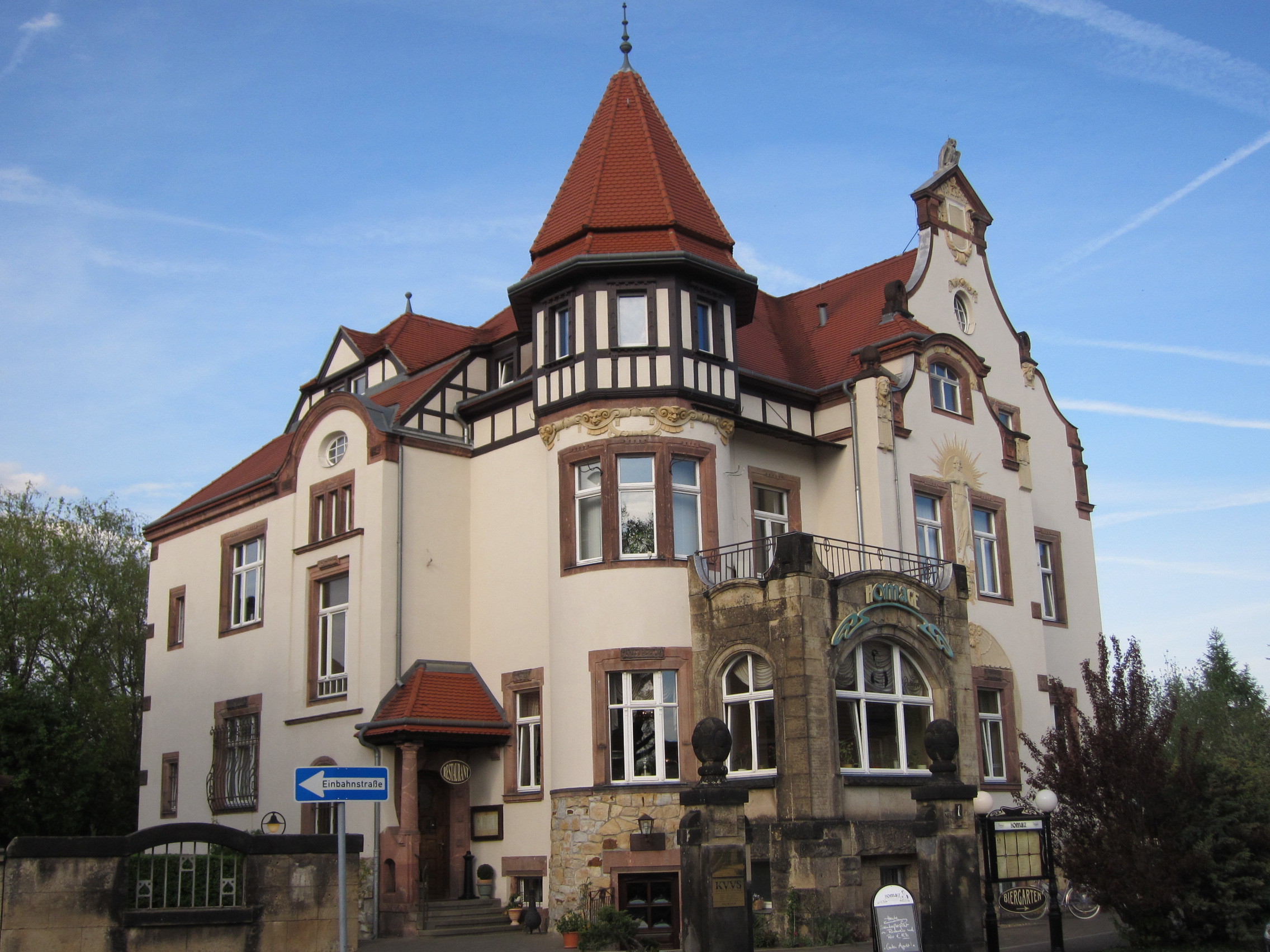
Villa Wasa
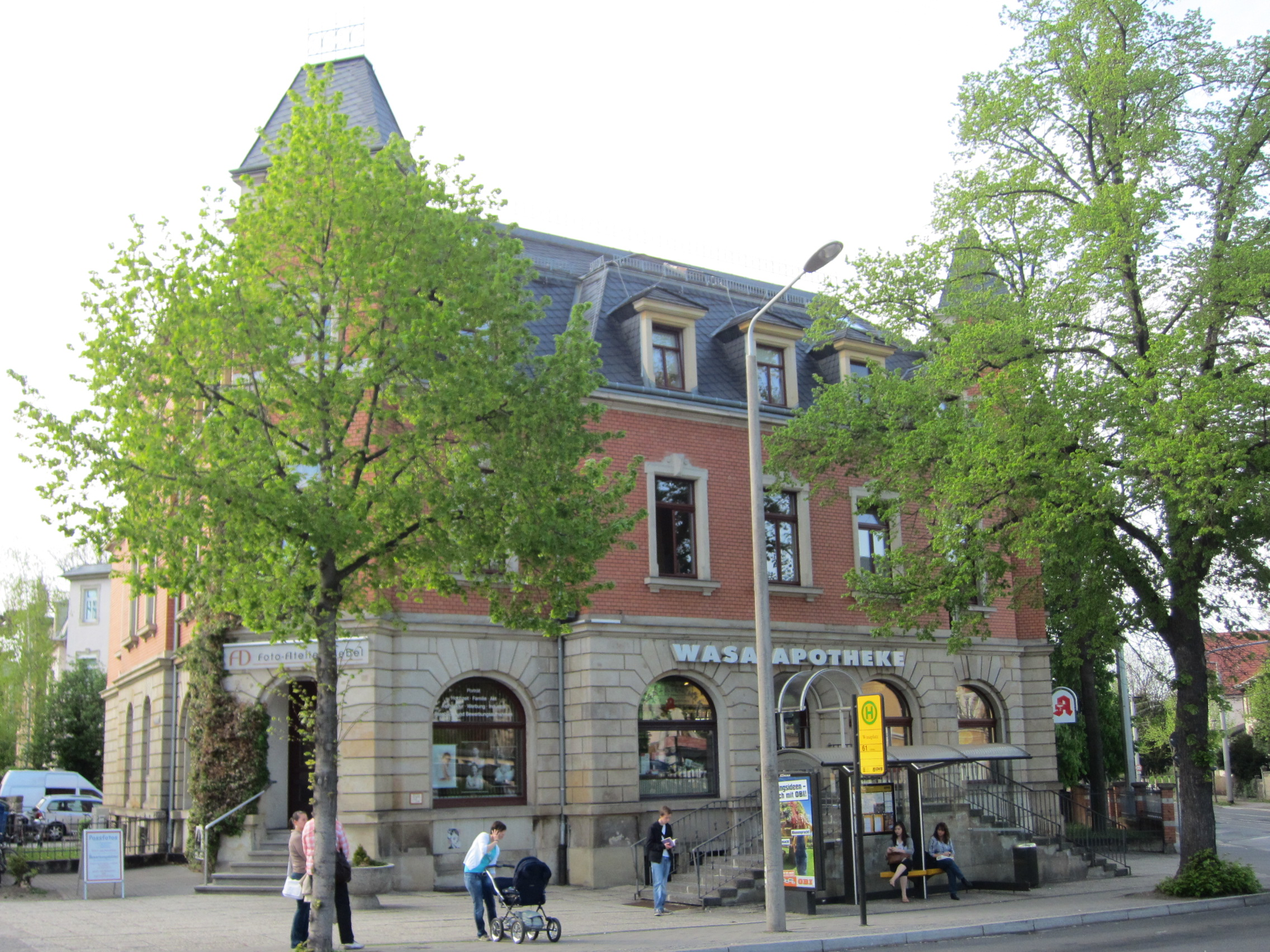
August-Bebel-Straße 33
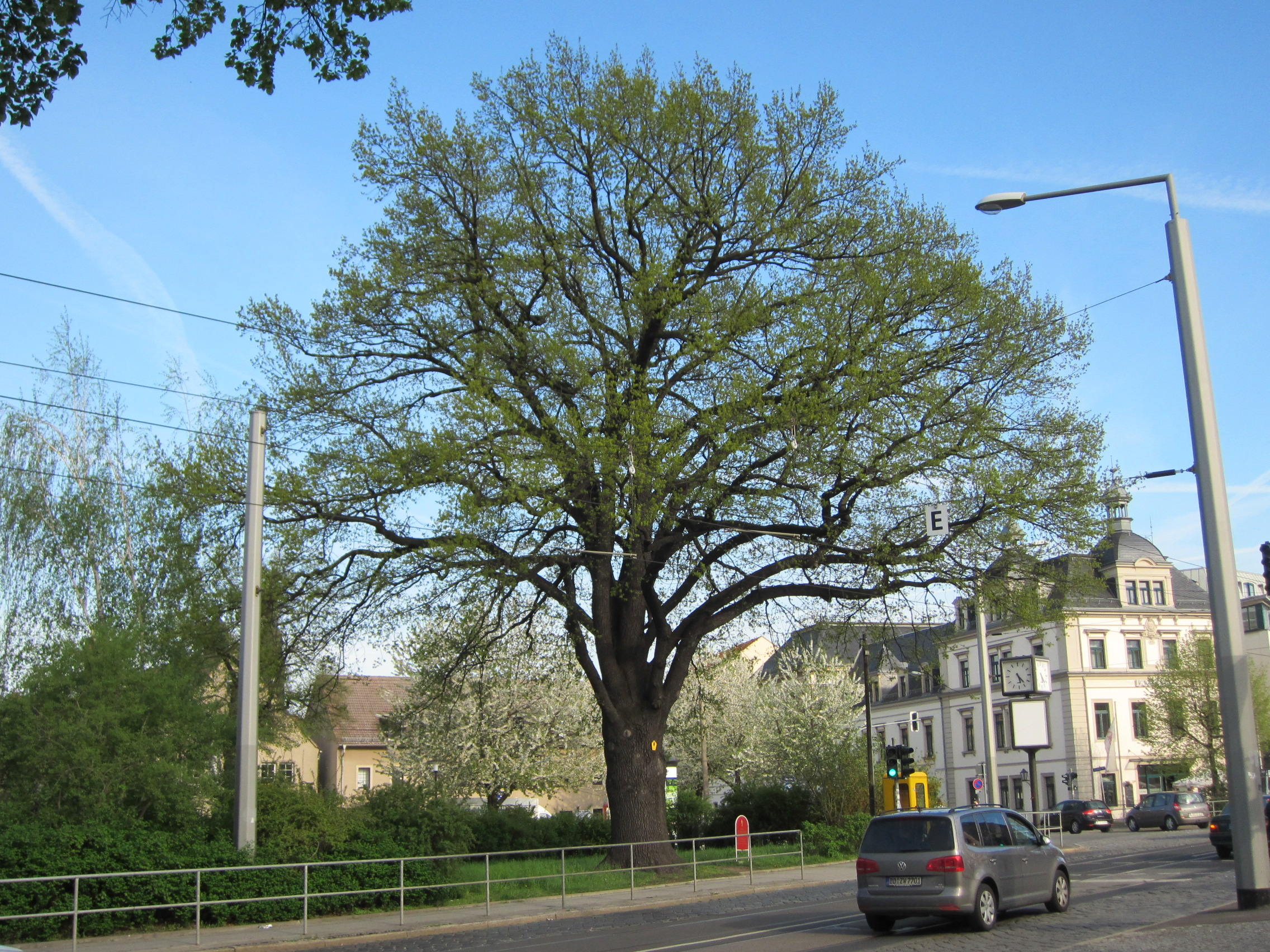
König-Albert-Eiche
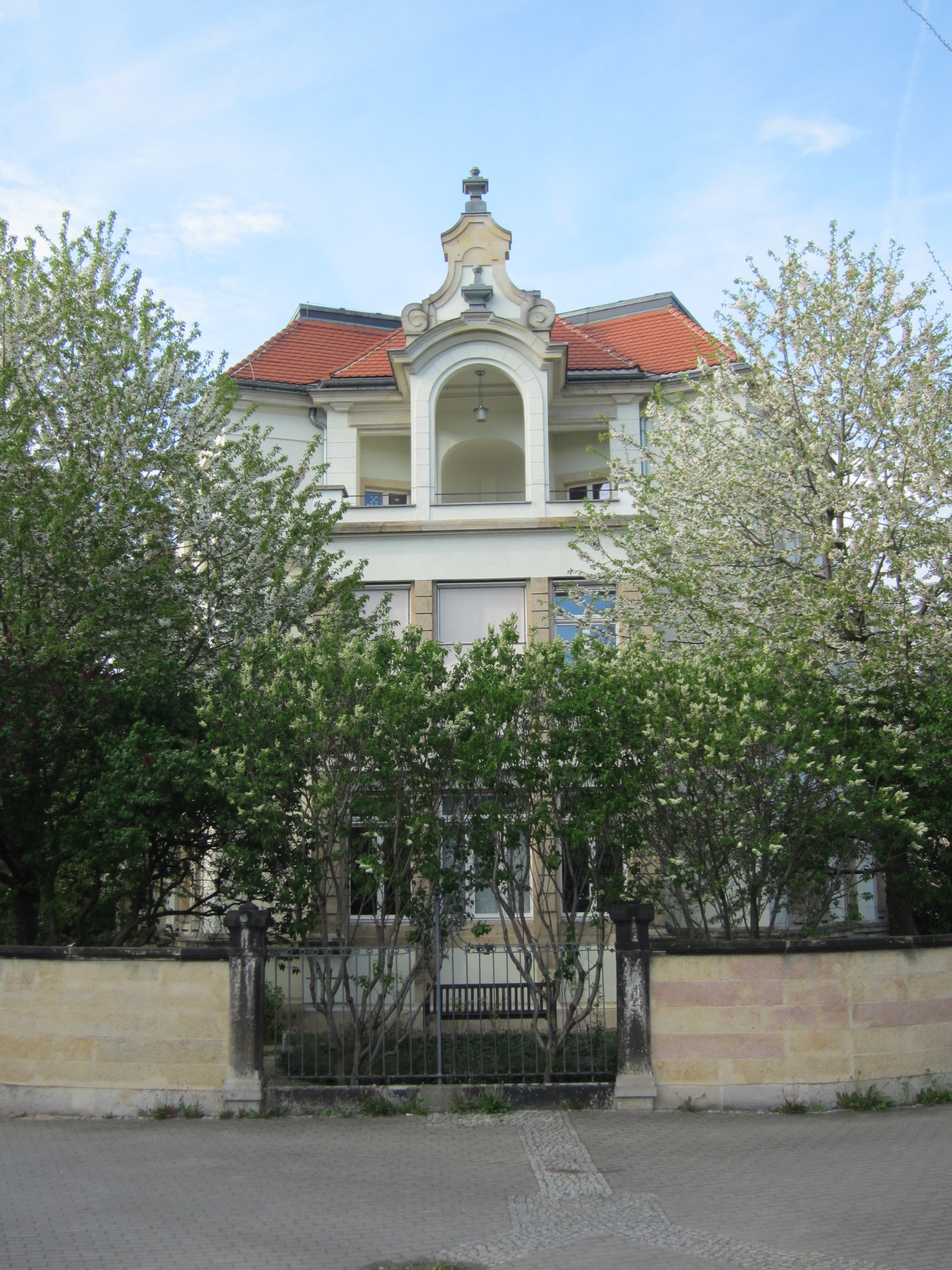
Wasastraße 15
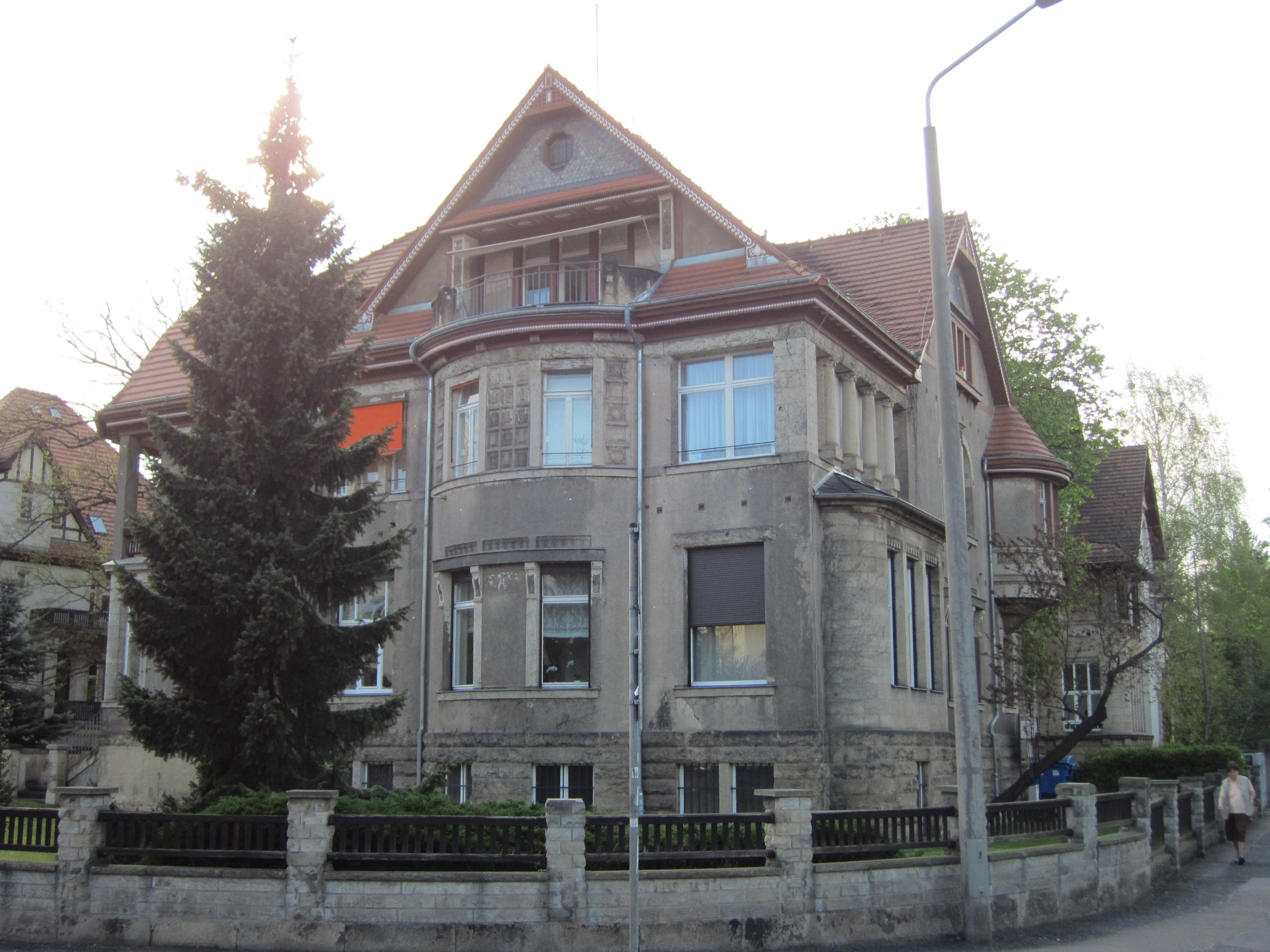
August-Bebel-Straße 50
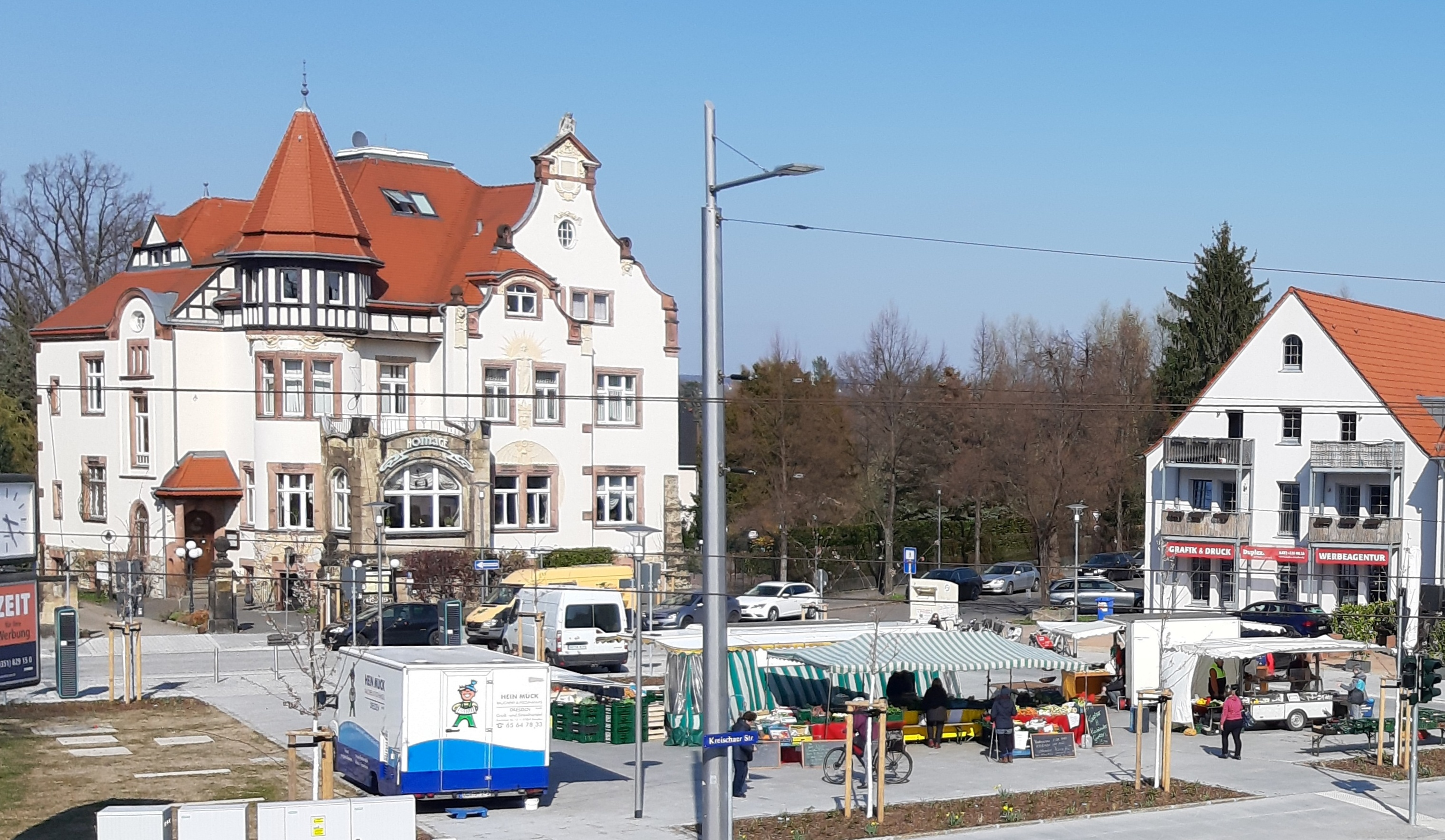
Wochenmarkt auf dem Wasaplatz